# Harrison (hrabstwo Grant)
Harrison – miasto w Stanach Zjednoczonych, w stanie Wisconsin, w hrabstwie Grant.